# 異歯亜目
異歯亜目（Anomodontiaあるいは異歯類、Anomodont）は、四肢動物・単弓類・獣弓類の分類群の一つ。古生代ペルム紀後期及び中生代三畳紀前期において成功した絶滅生物群。学名は、異歯類内の最大の分類群、「ディキノドン（二本の牙）」類特有の口吻部から突き出た二本の牙から。「異常な（アノマリカル）歯（ドント）」とリチャード・オーウェンにより名付けられた。

## 進化史
最古の異歯類とされる生物は、ペルム紀中期に生息したパトラノモドンである。体長30cm程の、小型の生物であった。歯の特徴から、食性は恐らく昆虫食であったと思われる。
それに続くグループが、ヴェニューコヴィア上科及びドロマサウルス下目である。ヴェニューコヴィア上科は、頭骨や顎関節などの構造が特殊化し、後のディキノドン類的な形態を見せる。このグループも大型化した犬歯を持つが、ディキノドン下目とは別個に進化した特徴であると思われる。またドロマサウルス下目は、前顎骨の歯が消失し、骨性二次口蓋が形成され始めている。だが、犬歯の大型化は未だ見られない。
次いで現れたのが、ディキノドン下目である。このグループから、犬歯の発達とそれ以外の歯の退化という特徴が顕著になり始める。その最初のグループがエオディキノドンであった。エオディキノドンは未だ犬歯以外の歯を僅かながら残していたが、それ以降の種においては、ほとんど消失してしまう。同時に、ディノケファルス類などが衰退・絶滅した事もあり、かれらの大型化は顕著であった。そうして彼らはペルム紀後期の終盤において、草食動物の地位の大半を占有する事になる。しかしペルム紀末期（P-T境界）の大量絶滅により、その勢力の衰退は余儀なくされた。
結果、三畳紀初頭まで生き延びたのは、リストロサウルス科及びそれと近縁のカンネメイエリア科のみであった。が、すぐさま彼らは空白となったニッチを埋めるべく適応放散を始め、短期間のうちにその勢力を回復する事になる。リストロサウルスはパンゲア大陸各地に姿を現し、プレートテクトニクスの物証の一つとされた。また、カンネメイエリア科には、かなりの大型種が含まれた。そうしてディキノドン類は繁栄を謳歌したものの、三畳紀後期を襲った中規模の大量絶滅により、かれらの大半は絶滅する事になる。しかしゴンドワナ大陸南部であった現オーストラリア、クイーンズランドの白亜紀前期の地層からの化石記録から、大量絶滅を生き延びたディキノドン類が僅がながらも長期間存在し続けていたことが判明している。

## 系統
ディノケファルス亜目を異歯亜目に含め、ディノケファルス下目とする場合もある。
- 有羊膜類 Amniota
  - 単弓類 Synapsida
    - 獣弓類 Therapsida
      - Eutherapsida
        - †ディノケファルス亜目 Dinocephalia
        - Neotherapsida
          - †異歯亜目Anomodontia
            - Anomocephalus
            - パトラノモドン Patranomodon
            - ヴェニューコヴィア上科 Venyukoviamorpha
              - ヴェニューコヴィア科 Venyukoviidae : ヴェニューコヴィア , スミニア

            - ドロマサウルス下目 Dromasauria : ガレキルス , ガレプス
            - ディキノドン下目 Dicynodontia
              - エオディキノドン上科 Eodicynodontoidea : エオディキノドン
              - ディイクトドン類 Diictodontia : ディイクトドン
              - プリステロドン類 Pristerodontia : ディキノドン , リストロサウルス , カンネメエリア , シノカンネメエリア

          - 獣歯類 Theriodontia